# Alfio Fontana
Alfio Fontana (ur. 7 listopada 1932 w Tradate, zm. 4 lutego 2005 w Mediolanie) – włoski piłkarz, występujący na pozycji pomocnika.
Z zespołem A.C. Milan zdobył trzykrotnie zdobył Mistrzostwo Włoch (1955, 1957, 1959). Z drużyną AS Romy w 1961 wywalczył Puchar Miast Targowych, a w 1964 Puchar Włoch. W reprezentacji Włoch w latach 1957–1960 rozegrał 3 mecze.